# 西萨斯奎哈纳河
西薩斯奎哈納河（英語：West Branch Susquehanna River）是美国東北部薩斯奎哈納河的兩條主要支流之一，另外還有北支流。發源於紐約州北部的北支流通常被認為是主支流的延伸，較短的西薩斯奎哈納河是其主要支流。
西薩斯奎哈納河長243英里（391公里），完全位於賓夕法尼亞州境內，流經該州西部阿勒格尼高原內的一大片山區。沿著西薩斯奎哈納河的大部分路線，它蜿蜒經過山脊和水口，在亞利加尼山脈北端周圍形成一條穿過賓夕法尼亞州中部的大鋸齒形弧線。在殖民時期，河谷提供了通往俄亥俄河的重要路線。19世紀，西薩斯奎哈納河下游山谷成為賓夕法尼亞州重要的工業中心地帶。20世紀，由於附近廢棄煤礦的硫磺排放，西薩斯奎哈納河上游變成了黃色與橙色。